# ロッカー・ボギー

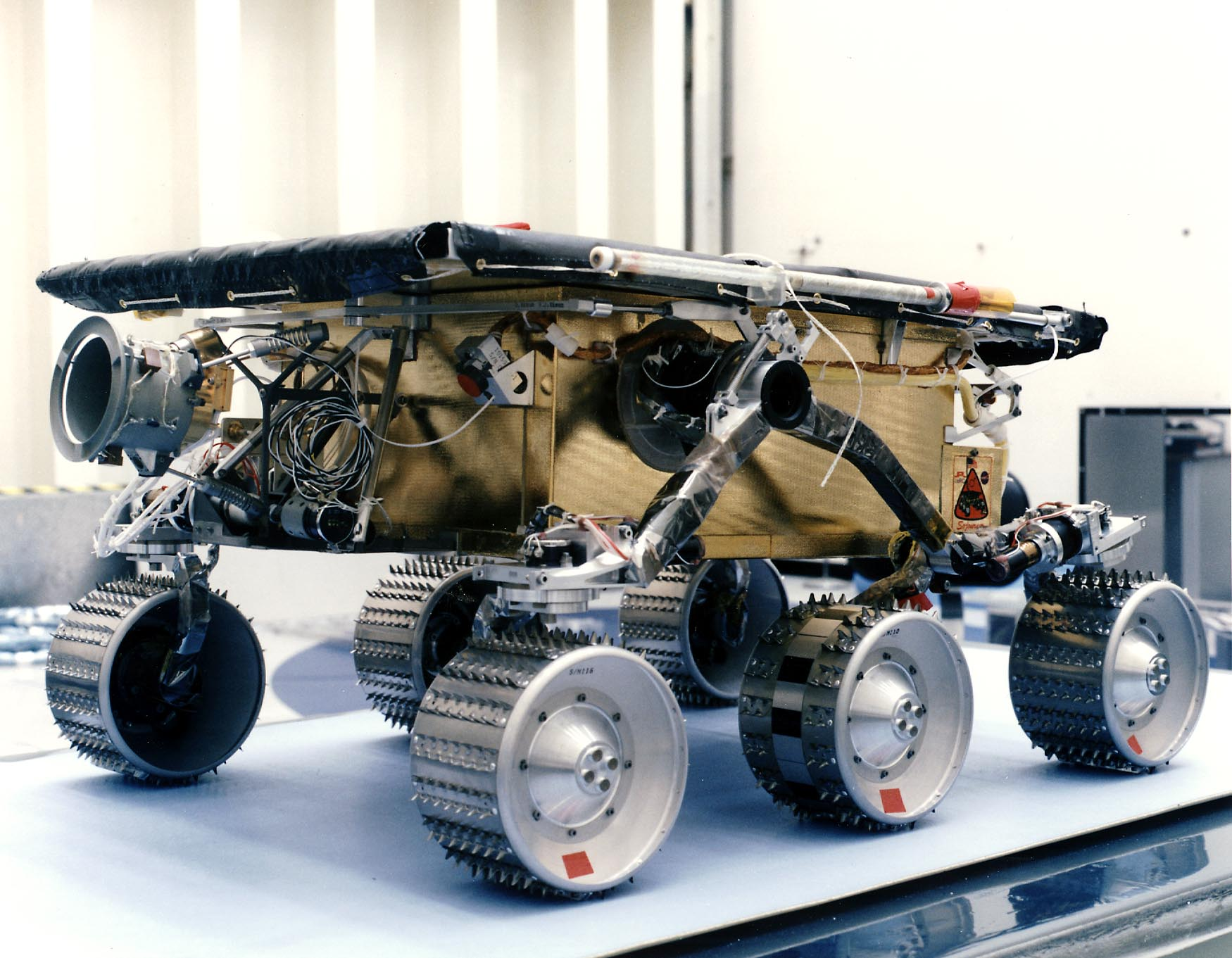
ソジャーナ (探査車)のロッカーボギー

動作中 - シャーシが水平に留まっていることを誤って表示する。シャーシは実際には2つのロッカーの平均を維持する。

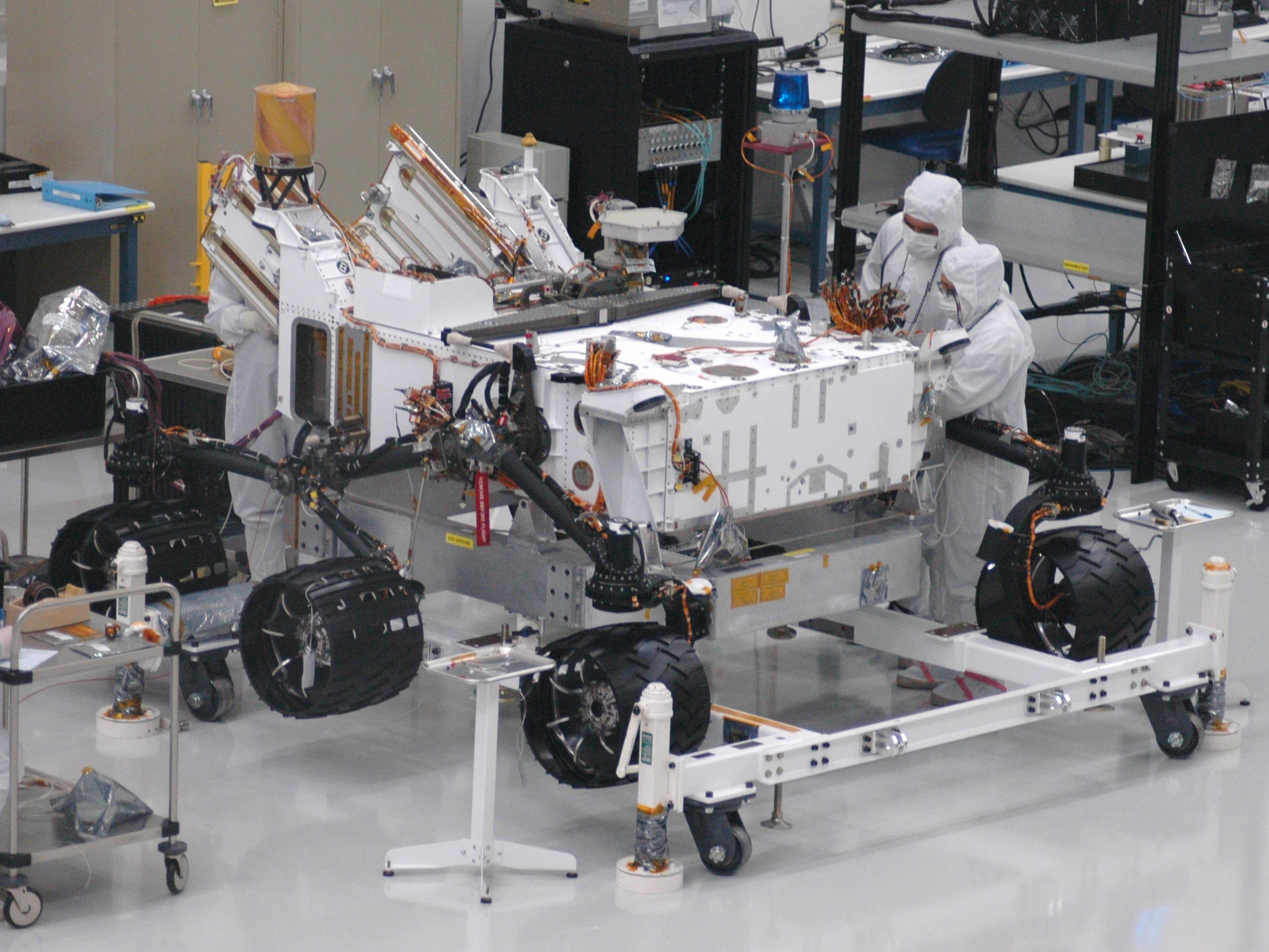
キュリオシティ (探査車)のロッカーボギー

ロッカー・ボギー（英語: Rocker-bogie）システムは、 NASAの火星探査機ソジャーナ (探査車)で使用するために1988年に開発されたサスペンション装置であり、NASAがローバーに好む設計となっている。2003年のマーズエクスプロレーションローバーのスピリットとオポチュニティで使用され、2012年のマーズサイエンスラボラトリー（MSL）ミッションのローバーキュリオシティ (探査車)およびマーズ2020ローバーのパーサヴィアランスでも使用されている。
サスペンションの「ロッカー」部分は、ローバーの両側にある、より大きなボディマウントリンケージのロッキングの側面にあり、これらのロッカーは、ディファレンシャルを介して相互に接続され、ローバーのシャーシに接続されている。シャーシに対して、ロッカーは反対方向に回転し、ほぼ等しいホイール接触を維持。シャーシは、両方のロッカーの平均ピッチ角を維持する。ロッカーの一方の端には駆動輪が取り付けられており、もう一方の端のボギーは回転する。
サスペンションの「ボギー」部分は、中央のロッカーに回転し、両端に駆動輪がある小さなリンケージを指す。ボギーは、陸軍の戦車の軌道で、地形全体に荷重を分散するアイドラーとして一般的に使用されていた。また、セミトレーラートラックのトレーラーでも非常に一般的に使用されていた。タンクとセミトレーラーの両方が、トレーリングアームサスペンションを好むようになった。
ソジャーナローバーでは前輪が台車に取り付けられ、MERローバーとMSLローバーでは前輪がロッカーに取り付けられている。

## 関連l項目
- iBOT（英語版）
- ホイップルツリー (メカニズム)（英語版）